# Outsider music
Sotto la definizione di outsider music, termine coniato dal giornalista statunitense Irwin Chusid, viene classificato un insieme di generi musicali fuori dagli standard o dalle convenzioni liriche. I musicisti outsider non sono parte dell'industria musicale e scrivono composizioni anticonvenzionali e fuori dai canoni della musica commerciale perché non hanno un'educazione musicale formale, o anche perché dissentono dalle regole. La guida di AllMusic descrive l'outsider music come "una nebulosa categoria che contiene la bizzarria, l'incomprensibilità, l'immaginazione, l'inclassificabilità, il territorio musicale che non hai mai sognato che esistesse".
L'outsider music, spesso bizzarra e completamente emotiva, ha pochi sbocchi di mercato; esecutori o registrazioni sono spesso promosse a voce o per mezzo di chat, spesso presso comunità di collezionisti di musica e intenditori di musica. I musicisti outsider hanno molto "maggiore controllo individuale sulla creatività finale", sia per il budget limitato, sia per la loro "incapacità o mancanza di volontà di collaborazione" con produttori o con etichette discografiche.
Anche se un piccolo numero di musicisti outsider è divenuto noto, come per esempio Florence Foster Jenkins, la maggioranza degli artisti è conosciuta per la loro arte unica e intransigente.

## Tipi
Gina Vivinetto sottolinea che tra i musicisti outsider include Wesley Willis, uno "schizofrenico ex persona di strada da Chicago con una dozzina di registrazioni e un culto di fan appassionati al suo seguito". Lei considera il clan dei musicisti outsider "un gruppo d'élite" ed elenca Syd Barrett (Pink Floyd), Brian Wilson (Beach Boys) e Skip Spence (Moby Grape) come parte di questo gruppo.
Ci sono alcuni collegamenti tra l'outsider music e l'anti-folk: la completa emotività, la mancanza di educazione musicale e l'umorismo. Jeffrey Lewis cita Daniel Johnston come una maggiore influenza, Syd Barrett influenzò il tono anti-folk britannico, e ci sono somiglianze tra lo stile di canto stonato di Wesley Willies e Paul Hawkins. Tuttavia, una grande differenza è che mentre i musicisti outsider sono famosi reclusi, i musicisti anti-folk sono raggruppati in collettivi.
Il libro Songs in the Key of Z, scritto dal giornalista di musica e conduttore radiofonico Irwin Chusid, è una esauriente guida all'outsider music. Il libro traccia i profili di alcuni musicisti outsider conosciuti e ha ispirato due CD compilation, vendute separatamente.

## Artisti celebri
I musicisti outsider variano da musicisti inesperti le cui registrazioni sono lodate per la loro onestà, alle complesse composizioni di gruppi avant-garde.
- Harry Partch (1901 - 1974) fu un compositore che costruì i propri strumenti in base al suo sistema di scala musicale.
- The Shaggs furono un gruppo rock degli anni sessanta con solo rudimentali abilità musicali.
- Syd Barrett (1946 - 2006), pioniere del folk psichedelico, fu uno dei membri dei Pink Floyd.
- The Residents sono un collettivo che fa musica avant-garde, arti visive e dadaismo.
- Captain Beefheart (1941 - 2010), nome d'arte di Don Vait Vliet, eseguì un rumoroso, non addestrato free jazz con influenze di sassofono e tastiere. La sua musica ebbe molta influenza sul punk rock e sulla new wave.
- Daniel Johnston (1961 - 2019) è stato un cantante e compositore texano. Le sue canzoni sono state spesso chiamate "dolorosamente dirette", e tendono a mostrare un misto di ingenuità infantile e temi "spettrali". Della sua vita e della sua musica è stato prodotto un documentario chiamato The Devil and Daniel Johnston.
- Lucia Pamela
- Domenico Bini
- Cherry Sister
- Roky Erickson
- Wild Man Fischer
- Bingo Gazingo
- Crispin Glover
- David Liebe Hart
- Abner Jay
- Jandek
- Florence Foster Jenkins
- The Legendary Stardust Cowboy
- Joe Meek
- Moondog
- Sondra Prill
- BJ Snowden
- Skip Spence
- Shooby Taylor
- Jan Terri
- Tiny Tim
- Bob Trimble
- Wesley Willies
- Brian Wilson
- Dani Male
- Mick Karn
- Rathauz